# National Hockey League 1993-1994
La stagione 1993-1994 è stata la 77ª edizione della National Hockey League. La stagione regolare iniziò il 5 ottobre 1993 per poi concludersi il 14 aprile 1994, mentre i playoff della Stanley Cup terminarono il 27 maggio 1994. I New York Rangers ospitarono l'NHL All-Star Game presso il Madison Square Garden il 22 gennaio 1994. La finale di Stanley Cup finì il 14 giugno con la vittoria dei New York Rangers contro i Vancouver Canucks per 4-3. Per i Rangers si trattò della quarta Stanley Cup conquistata nella loro storia, la prima vinta dal 1940.
A partire dalla stagione 1993-94 i nomi delle Conference passarono da Campbell e Wales rispettivamente a Western e Eastern, mentre le division tradizionali Adams, Patrick, Norris e Smythe diventarono a loro volta Northeast, Atlantic, Central e Pacific. All'interno delle nuove division furono trasferite diverse squadre rispettando così maggiormente il criterio di appartenenza geografica. Il nuovo commissioner della lega Gary Bettman, che precedentemente lavorava presso la NBA, ritenne poco chiari i nomi tradizionali delle division per i nuovi tifosi e optò per una nuova suddivisione geografica come adottato già da altre leghe professionistiche nordamericane.
Venne modificato anche il formato dei playoff rendendolo più simile alla NBA. Fino ad allora nei playoff le squadre venivano classificate e raggruppate in base alla division di appartenenza, mentre dai playoff del 1994 le squadre furono divise solo per conference: le vincitrici delle division occupano le prime due posizioni, alle rimanenti vengono assegnate le altre sei posizioni in base ai punti ottenuti. Però a differenza della NBA nel secondo turno gli accoppiamenti venivano ristabiliti a seconda del ranking delle squadre qualificate. Solo per la stagione 1993-1994 nel corso delle serie, al meglio delle sette gare, fu adottato il sistema di gare in casa e in trasferta 2-3-2 rispetto al tradizione 2-2-1-1-1.
Debuttarono in NHL le franchigie dei Mighty Ducks of Anaheim e dei Florida Panthers. I Minnesota North Stars si trasferirono a Dallas, in Texas, dove diventarono Dallas Stars. Questo fu il primo trasferimento di una franchigia NHL da quando i Colorado Rockies nel 1982 diventarono New Jersey Devils.

## Squadre partecipanti
- Boston Bruins
- Buffalo Sabres
- Calgary Flames
- Chicago Blackhawks
- Dallas Stars
- Detroit Red Wings
- Edmonton Oilers
- Florida Panthers
- Hartford Whalers
- Los Angeles Kings
- Mighty Ducks Anaheim
- Montreal Canadiens
- New Jersey Devils

- New York Islanders
- New York Rangers
- Ottawa Senators
- Philadelphia Flyers
- Pittsburgh Penguins
- Quebec Nordiques
- San Jose Sharks
- St. Louis Blues
- Tampa Bay Lightning
- Toronto Maple Leafs
- Vancouver Canucks
- Washington Capitals
- Winnipeg Jets

## Pre-season

### NHL Expansion Draft
L'Expansion Draft si tenne il 24 giugno 1993 presso il Colisée Pepsi di Québec, nella provincia omonima. Il draft ebbe luogo per permettere di completare il roster delle nuove franchigie iscritte in NHL a partire dalla stagione 1993-1994, i Mighty Ducks of Anaheim e i Florida Panthers.

### NHL Entry Draft
L'Entry Draft si tenne il 26 giugno 1993 presso il Colisée Pepsi di Québec, nella provincia omonima. Gli Ottawa Senators nominarono come prima scelta assoluta il centro canadese Alexandre Daigle. Altri giocatori rilevanti selezionati per giocare in NHL furono Chris Pronger, Paul Kariya, Rob Niedermayer e Jason Arnott.

## Stagione regolare

### Classifiche
= Qualificata per i playoff,       = Primo posto nella Conference,       = Vincitore del Presidents' Trophy, ( ) = Posizione nella Conference

#### Eastern Conference
Northeast Division
|    |                         | PG | V  | S  | N  | GF  | GS  | PT  |
| -- | ----------------------- | -- | -- | -- | -- | --- | --- | --- |
| 1. | Pittsburgh Penguins (2) | 84 | 44 | 27 | 13 | 299 | 285 | 101 |
| 2. | Boston Bruins (4)       | 84 | 42 | 29 | 13 | 289 | 252 | 97  |
| 3. | Montreal Canadiens (5)  | 84 | 41 | 29 | 14 | 283 | 248 | 96  |
| 4. | Buffalo Sabres (6)      | 84 | 43 | 32 | 9  | 282 | 218 | 95  |
| 5. | Quebec Nordiques (11)   | 84 | 34 | 42 | 8  | 277 | 292 | 76  |
| 6. | Hartford Whalers (13)   | 84 | 27 | 48 | 9  | 227 | 288 | 63  |
| 7. | Ottawa Senators (14)    | 84 | 14 | 61 | 9  | 201 | 397 | 37  |

Atlantic Division
|    |                          | PG | V  | S  | N  | GF  | GS  | PT  |
| -- | ------------------------ | -- | -- | -- | -- | --- | --- | --- |
| 1. | New York Rangers (1)     | 84 | 52 | 24 | 8  | 299 | 231 | 112 |
| 2. | New Jersey Devils (3)    | 84 | 47 | 25 | 12 | 306 | 220 | 106 |
| 3. | Washington Capitals (7)  | 84 | 39 | 35 | 10 | 277 | 263 | 88  |
| 4. | New York Islanders (8)   | 84 | 36 | 36 | 12 | 282 | 264 | 84  |
| 5. | Florida Panthers (9)     | 84 | 33 | 34 | 17 | 233 | 233 | 83  |
| 6. | Philadelphia Flyers (10) | 84 | 35 | 39 | 10 | 294 | 314 | 80  |
| 7. | Tampa Bay Lightning (12) | 84 | 30 | 43 | 11 | 224 | 251 | 71  |

#### Western Conference
Central Division
|    |                         | PG | V  | S  | N  | GF  | GS  | PT  |
| -- | ----------------------- | -- | -- | -- | -- | --- | --- | --- |
| 1. | Detroit Red Wings (1)   | 84 | 46 | 30 | 8  | 356 | 275 | 100 |
| 2. | Toronto Maple Leafs (3) | 84 | 43 | 29 | 12 | 280 | 243 | 98  |
| 3. | Dallas Stars (4)        | 84 | 42 | 29 | 13 | 286 | 265 | 97  |
| 4. | St. Louis Blues (5)     | 84 | 40 | 33 | 11 | 270 | 283 | 91  |
| 5. | Chicago Blackhawks (6)  | 84 | 39 | 36 | 9  | 254 | 240 | 87  |
| 6. | Winnipeg Jets (12)      | 84 | 24 | 51 | 9  | 245 | 344 | 57  |

Pacific Division
|    |                          | PG | V  | S  | N  | GF  | GS  | PT |
| -- | ------------------------ | -- | -- | -- | -- | --- | --- | -- |
| 1. | Calgary Flames (2)       | 84 | 42 | 29 | 13 | 302 | 256 | 97 |
| 2. | Vancouver Canucks (7)    | 84 | 41 | 40 | 3  | 279 | 276 | 85 |
| 3. | San Jose Sharks (8)      | 84 | 33 | 35 | 16 | 252 | 265 | 82 |
| 4. | Mighty Ducks Anaheim (9) | 84 | 33 | 46 | 5  | 229 | 251 | 71 |
| 5. | Los Angeles Kings (10)   | 84 | 27 | 45 | 12 | 294 | 322 | 66 |
| 6. | Edmonton Oilers (11)     | 84 | 25 | 45 | 14 | 261 | 305 | 64 |

### Statistiche

#### Classifica marcatori
La seguente lista elenca i migliori marcatori al termine della stagione regolare.

| Giocatore        | Squadra             | PG | G  | A  | Pt  | +/- | MP  |
| ---------------- | ------------------- | -- | -- | -- | --- | --- | --- |
| Wayne Gretzky    | Los Angeles Kings   | 81 | 38 | 92 | 130 | -25 | 20  |
| Sergej Fëdorov   | Detroit Red Wings   | 82 | 56 | 64 | 120 | +48 | 34  |
| Adam Oates       | Boston Bruins       | 77 | 32 | 80 | 112 | +10 | 45  |
| Doug Gilmour     | Toronto Maple Leafs | 83 | 27 | 84 | 111 | +25 | 105 |
| Pavel Bure       | Vancouver Canucks   | 76 | 60 | 47 | 107 | +1  | 86  |
| Jeremy Roenick   | Chicago Blackhawks  | 84 | 46 | 61 | 107 | +21 | 125 |
| Mark Recchi      | Philadelphia Flyers | 84 | 40 | 67 | 107 | -2  | 46  |
| Brendan Shanahan | St. Louis Blues     | 81 | 52 | 50 | 102 | -2  | 211 |
| Dave Andreychuk  | Toronto Maple Leafs | 83 | 53 | 46 | 99  | +22 | 98  |
| Jaromír Jágr     | Pittsburgh Penguins | 82 | 32 | 67 | 99  | +15 | 61  |

#### Classifica portieri
La seguente lista elenca i migliori portieri al termine della stagione regolare.

| Giocatore          | Squadra             | PG | Min     | V  | S  | P  | GS  | SO | Sv%  | MGS  |
| ------------------ | ------------------- | -- | ------- | -- | -- | -- | --- | -- | ---- | ---- |
| Dominik Hašek      | Buffalo Sabres      | 58 | 3357:46 | 30 | 20 | 6  | 109 | 7  | .930 | 1.95 |
| Martin Brodeur     | New Jersey Devils   | 47 | 2625:04 | 27 | 11 | 8  | 105 | 3  | .915 | 2.40 |
| Patrick Roy        | Montreal Canadiens  | 68 | 3867:26 | 35 | 17 | 11 | 161 | 7  | .918 | 2.50 |
| John Vanbiesbrouck | Florida Panthers    | 57 | 3439:43 | 21 | 25 | 11 | 145 | 1  | .924 | 2.53 |
| Mike Richter       | New York Rangers    | 68 | 3710:29 | 42 | 12 | 6  | 159 | 5  | .910 | 2.57 |
| Darcy Wakaluk      | Dallas Stars        | 36 | 1999:39 | 18 | 9  | 6  | 88  | 3  | .910 | 2.64 |
| Ed Belfour         | Chicago Blackhawks  | 70 | 3997:45 | 37 | 24 | 6  | 178 | 7  | .906 | 2.67 |
| Daren Puppa        | Tampa Bay Lightning | 62 | 3652:30 | 22 | 33 | 6  | 165 | 4  | .899 | 2.71 |
| Chris Terreri      | New Jersey Devils   | 44 | 2340:06 | 20 | 11 | 4  | 106 | 2  | .907 | 2.72 |
| Mark Fitzpatrick   | Florida Panthers    | 28 | 1603:07 | 12 | 8  | 6  | 73  | 1  | .914 | 2.73 |

## Playoff

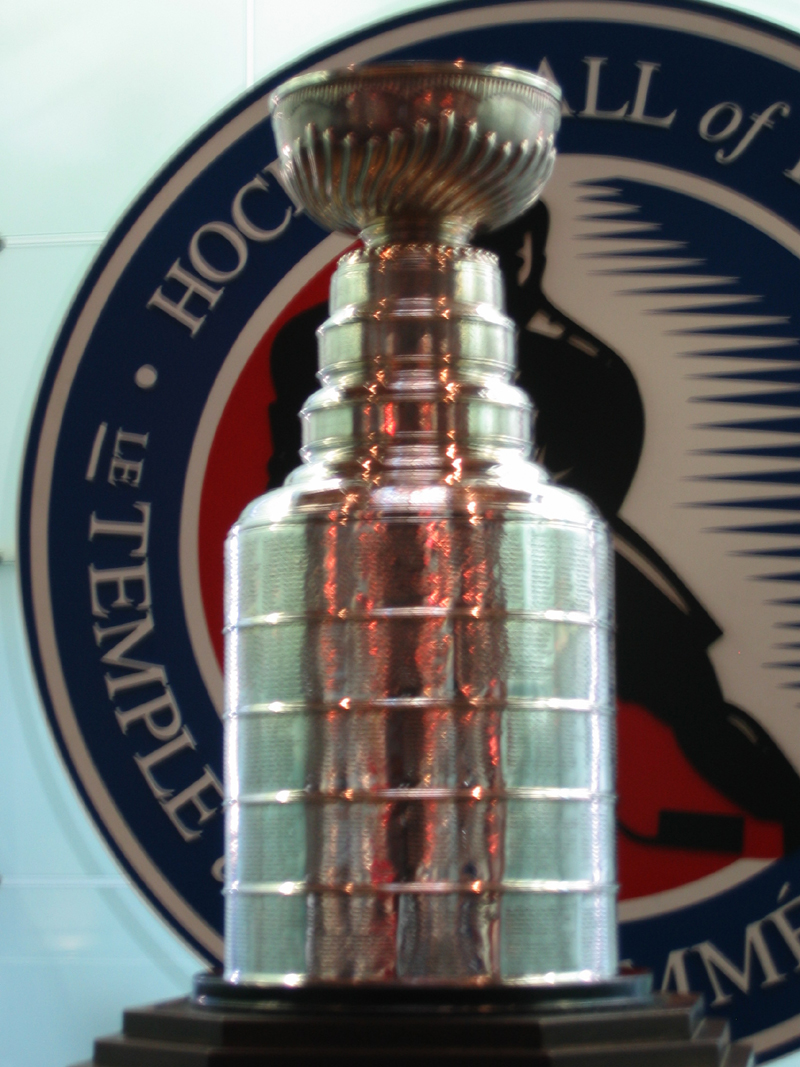
Il trofeo della Stanley Cup

Al termine della stagione regolare le migliori 16 squadre del campionato si sono qualificate per i playoff. I New York Rangers si aggiudicarono il Presidents' Trophy avendo ottenuto il miglior record della lega con 112 punti. I campioni di ciascuna Division conservarono il proprio ranking per l'intera durata dei playoff, mentre le altre squadre furono ricollocate nella graduatoria dopo ciascun turno.

### Tabellone playoff
In ciascun turno la squadra con il ranking più alto si sfidò con quella dal posizionamento più basso, usufruendo anche del vantaggio del fattore campo. Nella finale di Stanley Cup il fattore campo fu determinato dai punti ottenuti in stagione regolare dalle due squadre. Ciascuna serie, al meglio delle sette gare, seguì il formato 2-3-2: la squadra migliore in stagione regolare avrebbe disputato in casa Gara-1 e 2, (se necessario anche Gara-6 e 7), mentre quella posizionata peggio avrebbe giocato nel proprio palazzetto Gara-3 e 4 (se necessario anche Gara-5).
|  | Quarti di finale Conference | Quarti di finale Conference                      | Quarti di finale Conference |   |                     | Semifinali Conference | Semifinali Conference | Semifinali Conference |                    |                     | Finali Conference  | Finali Conference  | Finali Conference  |  |  | Finale Stanley Cup | Finale Stanley Cup | Finale Stanley Cup |
|  |                             |                                                  |                             |   |                     |                       |                       |                       |                    |                     |                    |                    |                    |  |  |                    |                    |                    |
|  | 1                           | New York Rangers                                 | 4                           |   |                     | 1                     | New York Rangers      | 4                     |                    |                     |                    |                    |                    |  |  |                    |                    |                    |
|  | 8                           | New York Islanders                               | 0                           |   |                     | 7                     | Washington Capitals   | 1                     |                    |                     |                    |                    |                    |  |  |                    |                    |                    |
|  |                             |                                                  |                             |   |                     |                       |                       |                       |                    |                     |                    |                    |                    |  |  |                    |                    |                    |
|  | 2                           | Pittsburgh Penguins                              | 2                           |   |                     |                       |                       |                       | Eastern Conference | Eastern Conference  | Eastern Conference | Eastern Conference | Eastern Conference |  |  |                    |                    |                    |
|  | 2                           | Pittsburgh Penguins                              | 2                           |   |                     |                       |                       |                       | Eastern Conference | Eastern Conference  | Eastern Conference | Eastern Conference | Eastern Conference |  |  |                    |                    |                    |
|  | 7                           | Washington Capitals                              | 4                           |   |                     |                       |                       |                       |                    |                     |                    |                    |                    |  |  |                    |                    |                    |
|  | 7                           | Washington Capitals                              | 4                           |   |                     |                       |                       |                       |                    | 1                   | New York Rangers   | 4                  |                    |  |  |                    |                    |                    |
|  |                             |                                                  |                             |   |                     |                       |                       |                       |                    | 1                   | New York Rangers   | 4                  |                    |  |  |                    |                    |                    |
|  |                             | 3                                                | New Jersey Devils           | 3 |                     |                       |                       |                       |                    |                     |                    |                    |                    |  |  |                    |                    |                    |
|  | 3                           | 3                                                | New Jersey Devils           | 3 | New Jersey Devils   | 4                     |                       |                       |                    |                     |                    |                    |                    |  |  |                    |                    |                    |
|  | 3                           |                                                  |                             |   | New Jersey Devils   | 4                     |                       |                       |                    |                     |                    |                    |                    |  |  |                    |                    |                    |
|  | 6                           | Buffalo Sabres                                   | 3                           |   |                     |                       |                       |                       |                    |                     |                    |                    |                    |  |  |                    |                    |                    |
|  | 6                           | Buffalo Sabres                                   | 3                           |   |                     |                       |                       |                       |                    |                     |                    |                    |                    |  |  |                    |                    |                    |
|  |                             |                                                  |                             |   |                     |                       |                       |                       |                    |                     |                    |                    |                    |  |  |                    |                    |                    |
|  |                             |                                                  |                             |   |                     |                       |                       |                       |                    |                     |                    |                    |                    |  |  |                    |                    |                    |
|  | 4                           | Boston Bruins                                    | 4                           |   | 3                   | New Jersey Devils     | 4                     |                       |                    |                     |                    |                    |                    |  |  |                    |                    |                    |
|  | 4                           | Boston Bruins                                    | 4                           |   | 3                   | New Jersey Devils     | 4                     |                       |                    |                     |                    |                    |                    |  |  |                    |                    |                    |
|  | 5                           | Montreal Canadiens                               | 3                           |   |                     | 4                     | Boston Bruins         | 2                     |                    |                     |                    |                    |                    |  |  |                    |                    |                    |
|  | 5                           | Montreal Canadiens                               | 3                           |   |                     |                       |                       |                       |                    | E1                  | New Tork Rangers   | 4                  |                    |  |  |                    |                    |                    |
|  |                             | (Accoppiamenti ristabiliti dopo il primo turno.) |                             |   |                     |                       |                       |                       |                    | E1                  | New Tork Rangers   | 4                  |                    |  |  |                    |                    |                    |
|  |                             | W7                                               | Vancouver Canucks           | 3 |                     |                       |                       |                       |                    |                     |                    |                    |                    |  |  |                    |                    |                    |
|  | 1                           | W7                                               | Vancouver Canucks           | 3 | Detroit Red Wings   | 3                     |                       |                       | 3                  | Toronto Maple Leafs | 4                  |                    |                    |  |  |                    |                    |                    |
|  | 1                           |                                                  |                             |   | Detroit Red Wings   | 3                     |                       |                       | 3                  | Toronto Maple Leafs | 4                  |                    |                    |  |  |                    |                    |                    |
|  | 8                           | San Jose Sharks                                  | 4                           |   |                     | 8                     | San Jose Sharks       | 3                     |                    |                     |                    |                    |                    |  |  |                    |                    |                    |
|  | 8                           | San Jose Sharks                                  | 4                           |   |                     | 8                     | San Jose Sharks       | 3                     |                    |                     |                    |                    |                    |  |  |                    |                    |                    |
|  |                             |                                                  |                             |   |                     |                       |                       |                       |                    |                     |                    |                    |                    |  |  |                    |                    |                    |
|  | 2                           | Calgary Flames                                   | 3                           |   |                     |                       |                       |                       |                    |                     |                    |                    |                    |  |  |                    |                    |                    |
|  | 2                           | Calgary Flames                                   | 3                           |   |                     |                       |                       |                       |                    |                     |                    |                    |                    |  |  |                    |                    |                    |
|  | 7                           | Vancouver Canucks                                | 4                           |   |                     |                       |                       |                       |                    |                     |                    |                    |                    |  |  |                    |                    |                    |
|  | 7                           | Vancouver Canucks                                | 4                           |   |                     |                       |                       |                       | 3                  | Toronto Maple Leafs | 1                  |                    |                    |  |  |                    |                    |                    |
|  |                             |                                                  |                             |   |                     |                       |                       |                       | 3                  | Toronto Maple Leafs | 1                  |                    |                    |  |  |                    |                    |                    |
|  |                             | 7                                                | Vancouver Canucks           | 4 |                     |                       |                       |                       |                    |                     |                    |                    |                    |  |  |                    |                    |                    |
|  | 3                           | 7                                                | Vancouver Canucks           | 4 | Toronto Maple Leafs | 4                     |                       |                       |                    |                     |                    |                    |                    |  |  |                    |                    |                    |
|  | 3                           |                                                  |                             |   | Toronto Maple Leafs | 4                     |                       |                       |                    |                     |                    |                    |                    |  |  |                    |                    |                    |
|  | 6                           | Chicago Blackhawks                               | 3                           |   |                     |                       |                       |                       |                    |                     | Western Conference | Western Conference | Western Conference |  |  |                    |                    |                    |
|  | 6                           | Chicago Blackhawks                               | 3                           |   |                     |                       |                       |                       |                    |                     | Western Conference | Western Conference | Western Conference |  |  |                    |                    |                    |
|  |                             |                                                  |                             |   |                     |                       |                       |                       |                    |                     |                    |                    |                    |  |  |                    |                    |                    |
|  | 4                           | Dallas Stars                                     | 4                           |   | 4                   | Dallas Stars          | 1                     |                       |                    |                     |                    |                    |                    |  |  |                    |                    |                    |
|  | 4                           | Dallas Stars                                     | 4                           |   | 4                   | Dallas Stars          | 1                     |                       |                    |                     |                    |                    |                    |  |  |                    |                    |                    |
|  | 5                           | St. Louis Blues                                  | 0                           |   |                     | 7                     | Vancouver Canucks     | 4                     |                    |                     |                    |                    |                    |  |  |                    |                    |                    |

### Stanley Cup
La finale della Stanley Cup 1994 è stata una serie al meglio delle sette gare che ha determinato il campione della National Hockey League per la stagione 1993-1994. I New York Rangers hanno sconfitto i Vancouver Canucks in sette partite e si sono aggiudicati la Stanley Cup per la quarta volta nella loro storia. I Rangers vinsero la loro prima coppa dopo l'era delle Original Six, interrompendo un digiuno che durava dal 1940, mentre per Vancouver si trattò della seconda finale dopo quella disputata nel 1982.

## Premi NHL

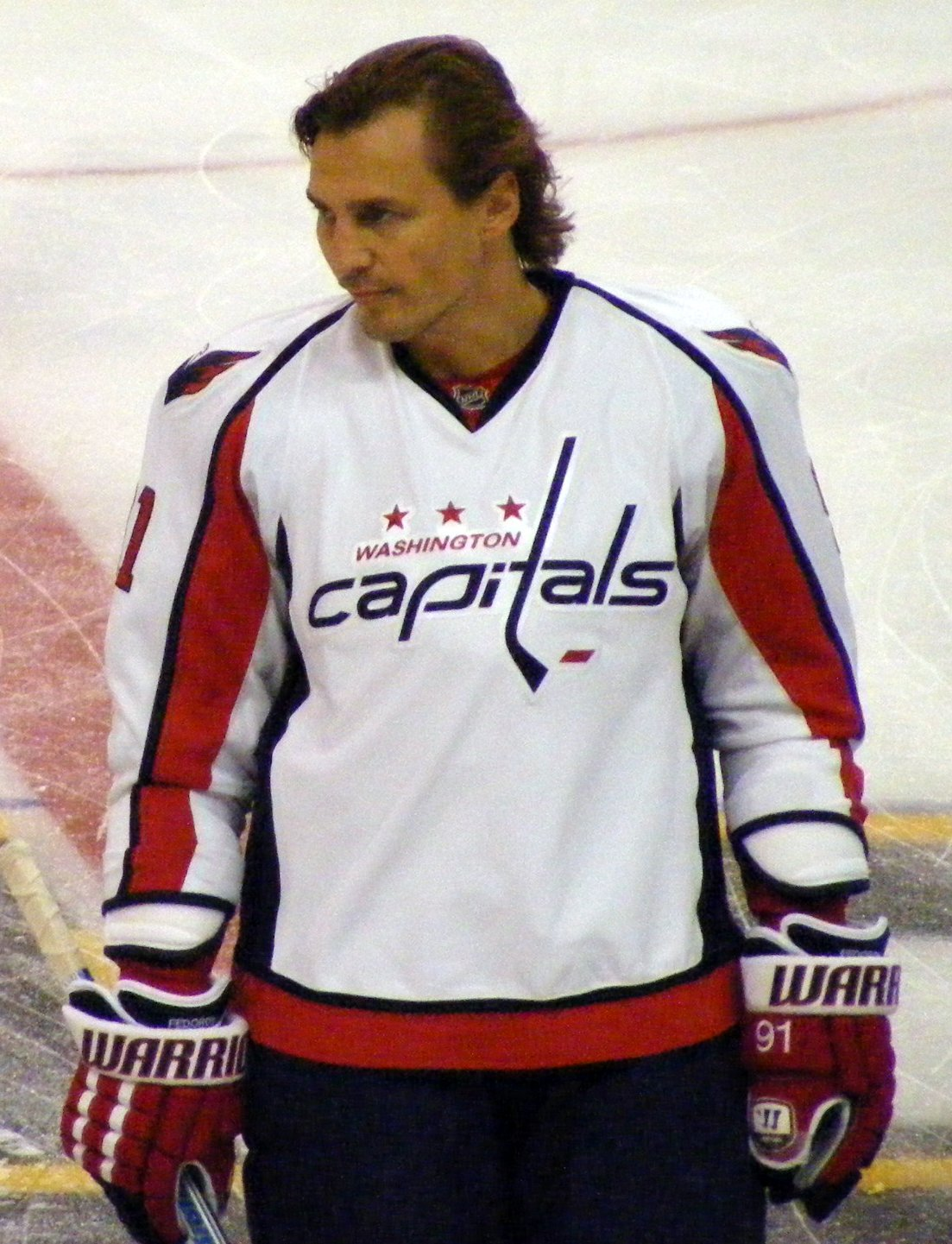
Sergej Fëdorov, allora giocatore dei Detroit Red Wings e vincitore di Hart Memorial Trophy, Lester B. Pearson Award e Frank J. Selke Trophy.

### Riconoscimenti
- Stanley Cup: New York Rangers
- Presidents' Trophy: New York Rangers
- Prince of Wales Trophy: New York Rangers
- Clarence S. Campbell Bowl: Vancouver Canucks
- Art Ross Trophy: Wayne Gretzky (Los Angeles Kings)
- Bill Masterton Memorial Trophy: Cam Neely (Boston Bruins)
- Calder Memorial Trophy: Martin Brodeur (New Jersey Devils)
- Conn Smythe Trophy: Brian Leetch (New York Rangers)
- Frank J. Selke Trophy: Sergej Fëdorov (Detroit Red Wings)
- Hart Memorial Trophy: Sergej Fëdorov (Detroit Red Wings)
- Jack Adams Award: Jacques Lemaire (New Jersey Devils)
- James Norris Memorial Trophy: Ray Bourque (Boston Bruins)
- King Clancy Memorial Trophy: Adam Graves (New York Rangers)
- Lady Byng Memorial Trophy: Wayne Gretzky (Los Angeles Kings)
- Lester B. Pearson Award: Sergej Fëdorov (Detroit Red Wings)
- Lester Patrick Trophy: Wayne Gretzky, Robert Ridder
- NHL Plus/Minus Award: Scott Stevens (New Jersey Devils)
- Vezina Trophy: Dominik Hašek (Buffalo Sabres)
- William M. Jennings Trophy: Dominik Hašek e Grant Fuhr (Buffalo Sabres)

### NHL All-Star Team
First All-Star Team
- Attaccanti: Brendan Shanahan • Sergej Fëdorov • Pavel Bure
- Difensori: Scott Stevens • Ray Bourque
- Portiere: Dominik Hašek

Second All-Star Team
- Attaccanti: Adam Graves • Ron Francis • Cam Neely
- Difensori: Al MacInnis • Brian Leetch
- Portiere: John Vanbiesbrouck

NHL All-Rookie Team
- Attaccanti: Oleg Petrov • Jason Arnott • Mikael Renberg
- Difensori: Chris Pronger • Boris Mironov
- Portiere: Martin Brodeur